# Ресторан Голф (Београд)
Ресторан Голф је један од старијих београдских ресторана који се налази у шуми Кошутњак која је под заштитом државе, а удаљен је 10-ак километара од центра града. Објекат у коме се налази ресторан изграђен је 1936. године, за потребе Голф клуба Београд. Оригинална и изузетна архитектонска конструкција на принципима традиционалног израза ставила га је под заштиту државе.

## Историјат
Од 1936. године када је саграђен објекат у коме се налази ресторан, он је пролазио кроз различите фазе. Кнез Павле Карађорђевић је био покровитељ оснивања Голф клуба Београд и отварања голф терена у Кошутњаку. Касније је клуб претворен у куварску школу и коначно у ресторан Голф. Име је добио по игри голф коју је кнез Павле донео из Велике Британије. Од 2000. године ресторан прелази у власништво Београдске аутобуске станице (БАС). Данас ресторан Голф у Београду има статус култног угоситељског објекта, који се истиче својим положајем, аутентичним и пријатним ентеријером, као и баштом са црном липом, храстовима, четинарима и фонтаном.

## Занимљивости
Ресторан Голф је познат као нека врста угоститељског школског центра који је одшколовао доста светски признатих кувара. Пре више од 60 година, тачније 1956. године, у ресторану Голф један од најбољих српских кувара Милован Мића Стојановић осмислио је рецепт за Карађорђеву шницлу који се и данас чува у ресторану Голф.